# Drino (rodzaj)
Drino – rodzaj muchówek z rodziny rączycowatych (Tachinidae).

## Wybrane gatunki
- D. adiscalis (Chao, 1982)[1]
- D. angustivitta Liang & Chao, 1998[1]
- D. antennalis (Reinhard, 1922)[2]
- D. argenticeps (Macquart, 1851)[1]
- D. atra Liang & Chao, 1998[1]
- D. atropivora (Robineau-Desvoidy, 1830)[1]
- D. auricapita Chao & Liang, 1998[1]
- D. auripollins Chao & Liang, 1998[1]
- D. bakeri (Coquillett, 1897)[2]
- D. bancrofti (Crosskey, 1967)[1]
- D. bisetosa (Baranov, 1932)[1]
- D. bohemica Mesnil, 1949[2][1]
- D. ciliata (van der Wulp, 1881)[1]
- D. cubaecola (Jaennicke, 1867)[2]
- D. curvipalpis (van der Wulp, 1893)[1]
- D. densichaeta Chao & Liang, 1998[1]
- D. facialis (Townsend, 1928)[1]
- D. flava Chao & Liang, 1992[1]
- D. galii (Brauer & von Bergenstamm, 1891)
- D. gilva (Hartig, 1838)
- D. hainanica Liang & Chao, 1998[1]
- D. hirtmaculata (Liang & Chao, 1990)[1]
- D. imberbis (Wiedemann, 1830)
- D. immersa (Walker, 1859)[1]
- D. inca (Townsend, 1911)[2]
- D. incompta (Wulp, 1890)[2]
- D. inconspicua (Meigen, 1830)[1]
- D. inconspicuoides (Baranov, 1932)[1]
- D. interfrons (Sun & Chao, 1992)[1]
- D. laetifica Mesnil, 1950)[1]
- D. laticornis Chao & Liang, 1998[1]
- D. longicapilla Chao & Liang, 1982[1]
- D. longicornis Chao & Liang, 1992[1]
- D. longiforceps Chao & Liang, 1998[1]
- D. longihirta Chao & Liang, 1998[1]
- D. longiseta Chao & Liang, 1998[1]
- D. lota (Meigen, 1824)[1][3]
- D. lucagus (Walker, 1849)[1]
- D. lugens (Mesnil, 1944)[1]
- D. maroccana Mesnil, 1951
- D. minuta Liang & Chao, 1998[1]
- D. parafacialis Chao & Liang, 1998[1]
- D. pollinosa Chao & Liang, 1998[1]
- D. rhoeo (Walker, 1849)[2]
- D. sinensis Mesnil, 1949[1]
- D. solennis (Walker, 1858)[1]
- D. subanajama (Townsend, 1927)[1]
- D. vicina (Zetterstedt, 1849)
- D. wuzhi Liang & Chao, 1998)[1]